# NGC 5920
NGC 5920 é uma galáxia lenticular (S0) localizada na direcção da constelação de Serpens. Possui uma declinação de +07° 42' 32" e uma ascensão recta de 15 horas, 21 minutos e 51,8 segundos.
A galáxia NGC 5920 foi descoberta em 30 de Março de 1887 por Lewis A. Swift.